# 영덕 난고종택 영산가학 및 가고
영덕 난고종택 영산가학 및 가고(盈德 蘭皐宗宅 英山家學 및 家稿)는 대한민국 경상북도 영덕군에 있는 조선시대의 문고이다. 2016년 10월 6일 경상북도의 문화재자료 제648호로 지정되었다.

## 지정 사유
문화재로 지정 신청한 전적은 영덕 난고종택 350년간의 기록인 『英山家學』(12冊)과 『家稿』(3冊)으로 현재 안동 한국국학진흥원에 위탁 보관되어 있다.
『영산가학』은 영양남씨 27세인 修軒 南秉模(1880∼1938)가 分門祖인 南義祿으로부터 26세 南養善까지 약 350년간 전래된 종손들의 유고를 모아 편찬한 한 가문의 시문집으로, 본문은 남병모의 제자들이 분담해서 필사하였다.『가고』는 남병모의 유고로서, 그의 아들인 松陰 南熙泰(1896∼1949)가 교정하여 편집하였다.
이들 전적은 15세 350년간 한 대도 빠짐없이 수록되어 한 가문의 학문형성과 발전을 보여주는 매우 이례적인 자료이며, 16세기 초부터 20세기 초까지 시대별 문집의 흐름을 볼 수 있는 귀중한 자료라 판단되므로 文化財資料로 지정한다.

## 지정 내역
| 일련번호       | 명칭                           | 재료 | 구조·형식·형태 | 규격    | 수량 | 기타 특징              |
| -------------- | ------------------------------ | ---- | -------------- | ------- | ---- | ---------------------- |
| 文化財資料 648 | 盈德 蘭皐宗宅 英山家學 및 家稿 | 15冊 | 15冊           | 15冊    | 15冊 | 15冊                   |
| -1)            | 영산가학                       | 紙   | 필사본         | 29×20㎝ | 12冊 | 제작연대 : 1927년      |
| -2)            | 가고                           | 紙   | 필사본         | 31×20㎝ | 3冊  | 제작연대 : 1927∼1949년 |

## 같이 보기
- 영덕 영양남씨 난고종택 - 국가민속문화재 제271호

## 참고 문헌
- 영덕 난고종택 영산가학 및 가고 - 국가유산청 국가유산포털